# Carlos Arthur Moncorvo de Figueiredo
Carlos Arthur Moncorvo de Figueiredo (Rio de Janeiro, 31 de agosto de 1846 – 25 de julho de 1901) foi um médico brasileiro.
Doutorado em medicina pela Faculdade de Medicina do Rio de Janeiro em 1871, defendendo a tese  “Dispepsia e seu Tratamento Calórico em Geral”. Foi eleito membro da Academia Nacional de Medicina em 1884, com o número acadêmico 133, na presidência de Agostinho José de Sousa Lima.